# Yosorejo (Petungkriono)
Yosorejo is een bestuurslaag in het regentschap Pekalongan van de provincie Midden-Java, Indonesië. Yosorejo telt 1582 inwoners (volkstelling 2010).